# Trox cyrtus
Trox cyrtus är en skalbaggsart som beskrevs av Haaf 1953. Trox cyrtus ingår i släktet Trox och familjen knotbaggar. Inga underarter finns listade i Catalogue of Life.